# Blitzkrieg 3
 (septembre 2015).
Blitzkrieg 3 (en allemand, Blitzkrieg signifie guerre éclair) est un jeu vidéo pour ordinateur de tactique en temps réel en ligne massivement multijoueur développé et publié par le studio de développement russe Nival Interactive. Le jeu est sur Steam. Blitzkrieg 3 est le dernier-né de la série Blitzkrieg et se passe, comme les deux premiers volets, durant la Seconde Guerre mondiale.

## Système de jeu

### Un seul joueur
Une longue campagne solo sera disponible, couvrant quasiment la totalité de la Seconde Guerre mondiale, de l'invasion de la Pologne en 1939 au siège fructueux de Berlin par les forces soviétiques en 1945. La campagne vous met aux commandes de trois factions en jeu, chacune ayant sa propre section :
- Les forces de l'Axe : La bataille de France, en 1940.
- Les Alliés  : La Campagne d'Italie, entre 1943 et 1945.
- L'URSS : La bataille de Berlin, 1945.

Plusieurs de ces missions de la campagne solo sont disponibles dans la version en accès anticipé.

### Multijoueur
Trois camps sont disponibles dans le jeu multijoueur : l'URSS, les Alliés, et l'Allemagne.
Le mode multijoueur est basé sur l'attaque et la défense de bases fortifiées. Chaque joueur a à sa disposition une place forte, dans laquelle il doit construire des fortifications, organiser ses défenses, poser des mines et placer des obstacles antichars. Les assauts victorieux des bases des joueurs ennemis sont récompensés par des ressources données par le commandement, qui pourront ensuite servir pour commander des troupes plus avancées ou pour améliorer des véhicules et des armes. Lorsqu'un joueur atteint un certain niveau de progrès technique, on lui donne un secteur plus important, sa capacité d'unités disponibles est augmentée, de même que la taille de la zone placée sous sa défense.
Si nécessaire, au lieu de défendre eux-mêmes leur base, les joueurs peuvent en donner le commandement à l'I.A.. De cette façon, le jeu n'est jamais interrompu, même lorsqu'un joueur doit quitter son clavier.

#### Généraux
Chaque force multijoueur peut être commandée par un général. Tous les généraux ont leurs propres affectations et préférences en termes d'unités, ce qui peut changer radicalement les tactiques de jeu et les actions, aussi bien en attaque qu'en défense. Les généraux suivants sont disponibles aux joueurs possédant les Strategic et Deluxe Editions du jeu : Konstantin Konstantinovitch Rokossovski, Ivan Stepanovitch Koniev, Erich von Manstein, Heinz Wilhelm Guderian, Bernard Law Montgomery et George Smith Patton, Jr..

### Caractéristiques du jeu
La nouvelle caractéristique clé du multijoueur est l'I.A., qui permet au jeu de continuer même lorsque seulement une ou deux personnes sont en ligne. Une fois que les joueurs ont construit leurs lignes de fortifications autour de leur base, la défense peut être commandée soit par le joueur humain, soit par l'I.A. si le joueur doit quitter son clavier.
Il n'y a pas de microtransactions internes en jeu. Ce qui veut dire que les joueurs ne paient que le prix du jeu, avec la possibilité d'acheter plus tard des DLC et autres extensions. Nival a décidé d'abandonner l'idée de microtransactions dès le début du test.

## Contenu téléchargeable

### Deluxe Edition
La Deluxe Edition est disponible en tant que pack d'amélioration téléchargeable dans le magasin Steam et inclut :
- Des généraux exclusifs, comme Rokossovsky, von Manstein et Montgomery.
- Des modèles de chars qui remplacent les véhicules de combat standard, comme un T-34-76 avec des boucliers protecteurs, un Sherman aérien et un Panther M10.
- Plusieurs récompenses en jeu, telles que le "pseudo en lettres d'argent" (le surnom du joueur sera écrit en lettres d'argent dans la discussion) et la statue du grand dirigeant, le monument authentique d'une icône, pour l'armée choisie par le joueur.
- Une mission solo exclusive avec le canon à rails "Dora".

### Strategic Edition
La Strategic Edition est disponible en précommande. Ce pack n'est pour l'instant pas disponible à l'achat.